# アフター・アース
『アフター・アース』（After Earth）は、M・ナイト・シャマラン監督、ジェイデン・スミスとウィル・スミス出演の2013年のアメリカ合衆国のSF映画。父子ウィルとジェイデン・スミスが主演するのは、『幸せのちから』に続く2作目。

## ストーリー
2025年、人類は自らの故郷である地球の自然環境を破壊してしまい、遠く離れた惑星ノヴァ・プライムに移住せざるをえなくなった。ノヴァ・プライムの先住民は、人類を抹殺するために巨大生物「アーサ（URSA)」を作り上げた。「アーサ」は視覚も嗅覚もないが、人の恐怖心を察知して場所を特定し、人を殺す。そして人類が地球を去ってから1000年後、惑星ノヴァ・プライムのレンジャー部隊からストーリーは始まる。
レンジャー部隊の候補生である13歳のキタイ・レイジは訓練に励んでいたが、能力的な成績は良いものの精神的には未熟とみなされ、正式任用には不適格とされてしまう。キタイが幼少の頃、姉のセンシ・レイジがアーサに殺害されるのを、なすすべもなく見ているしかなかったという恐怖心が拭えないためでもあった。
キタイのもとに、レンジャーの最高司令官でもあり父でもあるサイファ・レイジが宇宙遠征から帰還した。サイファは恐怖心を消してアーサと戦うことができる術「ゴースト」を習得しているため、数多くの人々を救った伝説級のレンジャーである。一家団欒の夕食で、キタイは不適格の件をサイファに報告せざるを得なくなったが、サイファは冷静な指揮官として接した。サイファの妻でありキタイの母であるファイア・レイジは、キタイが必要としているのは指揮官でなく父であると、サイファに告げる。
サイファは引退前の最後の任務にキタイを同行させることにした。2人が乗った宇宙船の倉庫には、レンジャーの訓練のために捕獲されているアーサも一体乗り込んでいた。ところがその任務に向かう途中、小惑星嵐にあったために宇宙船は深刻なダメージを負ってしまう。偶然近くにあった第一級隔離惑星地球に不時着を試みるも、宇宙船は真っ二つに折れて墜落することになってしまった。
生存者はキタイと、致命的なけがを負ったサイファのみであった。また救難信号の発信機がある船尾は、100km後方に墜落していることが判明した。サイファはキタイに通信装置や武器、医療器具などを託し、さらにキタイを常にモニターできるようにする。キタイは負傷して動けない父の代わりに発信器を回収し、共に故郷へ帰るために独りで危険な旅へと赴く。1000年の間に地球は、人類を抹殺するべく進化した動物達に支配されていた。キタイは凶暴な動物達に襲われながらも、船尾を目指す。
キタイはサイファに、どうやって恐怖を克服したのかを質問する。サイファは、アーサに襲われて水中にもぐった際、水中の美しさと「ここで死んでたまるか」という思いが重なったときに、いつの間にか恐怖心が無くなっていたと語る。サイファはさらに「“危険”は実在するが、“恐怖心”は自分次第だ」とも伝える。
キタイは道中、父との唯一の通信手段である通信機を破損してしまうが、ボロボロになりながらもなんとか船尾にたどり着く。しかし火山の噴煙によるイオン層のせいで救難信号が発信できない。そのためキタイは、火山の山頂から救難信号を発信することを決断する。山中で、アーサに襲われた仲間の遺体を見つけたキタイはアーサがまだ生きていることを確信する。予想は的中し、キタイは道中でアーサに襲われるが、恐怖を克服した父と、アーサに殺害された姉を回想し、さらに降り注ぐ火山灰の美しさを目の当たりにしたとき、キタイもまた恐怖心を克服することに成功する。ゴーストを体得したキタイは、アーサを死闘の末に倒す。
山頂に到着したキタイは救難信号を発信させ、レンジャーに救助された父子は抱擁しあってストーリーは終わる。

## キャスト
※括弧内は日本語吹き替え
- キタイ・レイジ[6] - ジェイデン・スミス（本城雄太郎）
- サイファ・レイジ - ウィル・スミス（東地宏樹）
- ファイア・レイジ - ソフィー・オコネドー（藤貴子）
- センシ・レイジ - ゾーイ・イザベラ・クラヴィッツ（山下真琴）
- キタイ（子供時代） - ジェイデン・マーティン（山田瑛瑠）
- ヴェラン - グレン・モーシャワー（石田圭祐）
- 警備責任者 - クリストファー・ヒヴュ（石住昭彦）
- マッカリー - デヴィッド・デンマン（金光宣明）
- パイロット - サッシャ・ダーワン（伊藤健太郎）
- 航海士 - クリス・ギア（保村真）
- ボー - リンカーン・ルイス（河合みのる）

## 製作
ウィル・スミスは義兄弟のケイレブ・ピンケットと共にテレビ番組『I Shouldn't Be Alive』を視聴していた際にストーリーを考案した。元々はサイエンス・フィクションではなく、人里離れた山奥で車が壊れた父子が救助を待つという物語であった。ウィル・スミスは後に1000年後の世界を舞台とした話に変更し、高製作費の映画企画にした。また彼は三部作の1作目とする構想である。この原案は後に『ザ・ウォーカー』のゲイリー・ウィッタにより脚本化された。
『エアベンダー』の公開から1ヶ月後の8月6日、ウィル・スミスはこの日が誕生日でもあるM・ナイト・シャマランに監督を依頼し、息子のジェイデン・スミスを出演させる意向を明かした。脚本に感銘を受けたシャマランは2010年10月20日に正式に『One Thousand A. E.』という題でプロジェクトに着手し、これ以前に構想中であったブルース・ウィリス、ブラッドリー・クーパー、グウィネス・パルトロー出演予定のプロジェクトを棚上げした。ソニー・ピクチャーズ エンタテインメントはスミスの製作会社であるオーバブルック・エンターテインメントとファーストルック契約を交わしていたため参加した。2011年12月、ソニー傘下のコロンビア ピクチャーズは、出演のウィル・スミスとジェイデン・スミス、監督のシャマランと契約を交わした。シャマランはゲイリー・ウィッタと脚本を共同執筆し、プロデュースはオーバーブルックのジェームズ・ラシター、ウィル・スミス、ケン・ストヴィッツ、ジェイダ・ピンケット＝スミスが務めた。
主要撮影は2012年2月に開始された。撮影の多くはコスタリカ、カリフォルニア州ハンボルト、ペンシルベニア州アストンで行われた。撮影にはソニーのCineAltaF65カメラが使われた。

## マーケティング
世界マーケティング費には約1億ドルがかけられた。
2012年2月15日にジェイデンが衣裳を着た姿を写した画像が公開された。
M・ナイト・シャマランのこれまでの作品とは異なり、予告編やテレビコマーシャル、そのほかでの宣材ではシャマランの名前は伏せられ、ソニー・ピクチャーズはスミス親子を目立たせたマーケティングキャンペーンを展開した。

## 評価

### 興行収入
2013年6月11日現在でアメリカ合衆国とカナダで5975万5050ドル、そのほかの国々で1億7590万ドル、全世界で合わせて2億3565万5050ドルを売り上げている。
アメリカ合衆国とカナダでは公開初週末に2752万40ドルを売り上げた。これは事前予想されていた初動成績3300万ドルを16.6%下回っている。またソニー側は初動成績に3800万ドルを期待していた。週末興行収入ランキングでは公開2週目の『ワイルド・スピード EURO MISSION』（3516万4440ドル）、1週目の『グランド・イリュージョン』（2935万389ドル）に次いで3位となった。これは主演のウィル・スミスの人気を考慮すると期待はずれの結果であり、『ウォール・ストリート・ジャーナル』では「flop（つまづく）」と報じた。Box Office Mojoのレイ・サバースは、2700万ドルという初週末成績は2012年に製作費2億ドルをかけながら失敗したSF映画『バトルシップ』（2550万ドル）と『ジョン・カーター』（3020万ドル）の間の数値であり、またウィル・スミス主演の『メン・イン・ブラック3』（5460万ドル）やジェイデン・スミス主演の『ベスト・キッド』（5570万ドル）の半分であることを指摘した。

### 批評家の反応
批評家のレビューは概ね否定的なものに偏った。Rotten Tomatoesでは155件の批評家レビューで支持率は11%となり、「かつて有望なキャリアを持っていたM・ナイト・シャマラン監督の新たな衰退」とまとめられた。またMetacriticでは41件のレビューで加重平均値は33/100となった。
『ウォール・ストリート・ジャーナル』の映画評論家のジョー・モーゲンスターンは「『アフター・アース』はこれまで作られた中で最も酷い映画か? 違うだろう。どこまで落ちようとも、『バトルフィールド・アース』は常にその下にあるのだから。」と評した。『ニューヨーク・タイムズ』はマノーラ・ダージスはサイエントロジーの教義が映画の主要なテーマとして扱われていることを指摘した上で、「大画面でのうぬぼれプロジェクト」以外のなにものでもないと結論づけた。『ガーディアン』のピーター・ブラッドショーは5ツ星満点で1ツ星を与え、「酷い演技、演出、ストーリーのトリプルパンチ」と評した。また、『Star Tribune』のコリン・コバートは「大根役者、陳腐な脚本、そして、監督がM・ナイト・シャマランであったことがこのSF映画を大失敗作にした」と述べている。
主演のジェイデン・スミスに対する批判も多く『The Atlantic』は「ハリウッドのトップスターである父親ウィル・スミスが持っているカリスマ性がなく、大スクリーンで輝けていない。」と評し、『Tri-City Herald』も「15歳のジェイデン・スミスに豊かな才能があるとは思えず、カリスマ性もない」と評した。また、ジェイデン・スミスを主役に据えたこと自体が父親ウィル・スミスの威光によるものだと批判した媒体もあった。
RogerEbert.comのマット・ゾラー・セイツは4ツ星満点中3.5ツ星を与え、「SF超大作を装った道徳的な物語だ。古典的だが特別で、壮観かつ賢明だ」と評した。IGNのジム・ヴェジヴォダは10点満点中6.7点を与え、「M・ナイト・シャマランは絶頂期にはまったく及んでいないが、『アフター・アース』はここ数年彼が製作した中では最高だ」と評した。